# Décès en juillet 1943
Décès
- 1939
- 1940
- 1941
- 1942
- 1943
- 1944
- 1945
- 1946
- 1947

Pour une information complémentaire, voir la page d'aide.

| Date       | Nom          | Pays                   | Activités                        | Âge | Source |
| ---------- | ------------ | ---------------------- | -------------------------------- | --- | ------ |
| 20 juillet | Martin Faust | Drapeau des États-Unis | Acteur et réalisateur américain. | 57  |        |